# Памятник Канышу Сатпаеву
Памятник Канышу Сатпаеву в Алматы — памятник заслуженному деятелю Казахстана, геологу и первооткрывателю многочисленных залежей полезных ископаемых, первому президенту Академии наук Казахстана Канышу Сатпаеву. Памятник монументального искусства местного значения. Является одной из достопримечательностей города Алматы.
Ансамбль монумента памятнику Канышу Сатпаеву находится в центре площади, в одноименном сквере имени Сатпаева, расположенном на пересечении улиц Сатпаева и Байтурсынова.
Общая площадь территории памятника составляет 0,6 га, высота памятника — 3,8 м. 

## Структура и описание
В основу формообразования заложена спиралевидная форма основания памятника. Основание железобетонное, высокого класса прочности, покрытое гранитными плитами. С правой стороны расположен «геологический разрез земли с экспликацией его слоев». С лицевой стороны памятника основание украшено лестничным маршем из гранитных плит, с их постепенным закруглением и возвышением.
Постамент состоит из 6 гранитных кубов прямоугольной формы. Скульптура отлита из бронзы.

## Архитекторы и скульптуры
Авторы памятника: скульпторы — Тулеген Сабитович Досмагамбетов и Ольга Георгиевна Прокопьева; архитекторы — Арыстан Сайлаубаевич Кайнарбаев, Баир Фарденулы Досмагамбетов, Акбаев Серик Сабыржанович.   

## Открытие
Открытие памятника состоялось в праздничной обстановке 12 апреля 1999 года, приуроченное к его 100-летнему юбилею. На церемонии открытия присутствовал Первый Президент Республики Казахстан Н. А. Назарбаев, выступивший с торжественной речью.

## Памятник архитектуры
С 2001 года находится под охраной государства. С 21 сентября 2001 г. является памятником монументального искусства (О памятнике монументального искусства К.И. Сатпаеву. Паспорт (РНИПИ ПМК)). С 26 сентября 2001 года имеет статус монументального значения (О придании памятнику К.И. Сатпаеву статуса памятника монументального значения. 26 сентября 2001 г. Решение 12-й сессии маслихата 2 созыва).
С 2001 года «Ансамбль монумента памятника Сатпаеву» внесен в Государственный реестр памятников архитектуры города Алма-Аты. По настоящее время входит в действующий Государственный список памятников истории и культуры местного значения города Алматы.
Границы охранной зоны здания памятника архитектуры были утверждены в 2014 году.

## Угроза сноса памятника (2017 год)
В 2017 году руководство университета «КазНИТУ» заявило о плане строительства нового учебного корпуса на месте сквера им. Сатпаева, потребовав у акимата согласовать перемещение памятника К.Сатпаеву с существующего месторасположения на другое. Руководство города Алматы отказало «КазНИТУ» в перемещении памятника и разрешении на застройку сквера, сославшись на законодательств страны «Об охpане и использовании объектов истоpико-культуpного наследия», запрещающее перенос государственных памятников истории и культуры, а также установленную «Охранную зону, зону регулирования застройки и зону охраняемого природного ландшафта объекта историко-культурного наследия города Алматы». 

## Снос памятника (2025 год)

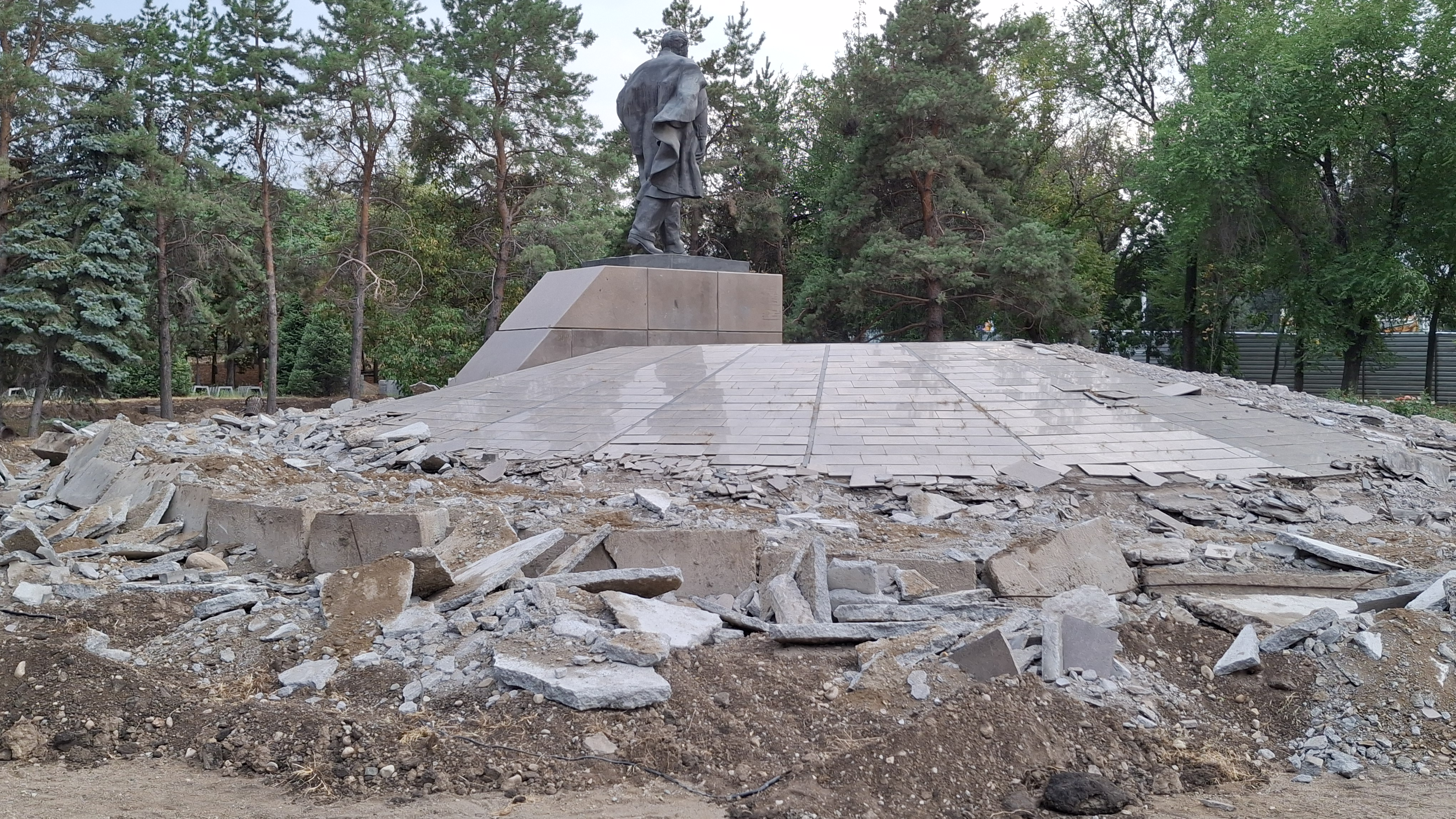
Незаконный снос памятника Канышу Сатпаеву в городе Алматы, 27.07.2025 года. Сквер им.Сатпаева

27 февраля 2024 года на встрече, член рабочей группы реновации кампуса университета «КазНИТУ» дизайнерка Жанна Спунер (супруга Ричарда Спунера) предоставила план и экскизы, предусматривающие снос (перенос) государственного памятника К.Сатпаеву с существующего месторасположения в сквере Сатпаева, и его размещение в другой локации, у автопарковки проезжей части улицы Байтурсынова, напротив главного входа университета. После сноса на месте памятника Сатпаеву, Жанна Спунер предложила установить «декоративные конструкции-навесы (арт-объекты) грибовидной формы». Данное проектное решение даёт право в дальнейшем реализовать «КазНИТУ» строительство нового корпуса на месте сквера Сатпаева. После встречи, «КазНИТУ» отправил обращение в Акимат г. Алматы, с просьбой принять предложение рабочей группы ВУЗа по сносу (переносу) памятника Сатпаеву.
19 сентября 2024 года «Управление развития общественных пространств акимата города Алматы» провело тендер на разработку «ПСД на капитальный ремонт Аллеи геологов», включающее в себя требование сноса (переноса) памятника К.Сатпаеву с существующего расположения.
С 19 июля 2025 года «Управление развития общественных пространств акимата города Алматы», через подрядчика, начало незаконный снос памятника Канышу Сатпаеву. Отбойниками и кувалдами было разбито архитектурно-композиционное основание памятника (железобетонное основание памятника с гранитным покрытием, разрушен авторский архитектурный ансамбль и структура памятника", демонтированы гранитные лестничные марши и геологический срез). Также повреждения и сколы получил гранитный постамент.
Жители Алматы назвали снос (перенос) памятника Сатпаеву — беспределом и произволом. Жители и общественность г. Алматы обратились к президенту РК Касым-Жомарту Токаеву с обращением — запретить снос государственного памятника Каныша Сатпаева.

Мы, алматинцы, глубочайше возмущены действиями местных чиновников, считаем кощунством и вандализмом на государственном уровне решение акимата о сносе (переносе) памятника Канышу Сатпаеву. Снос монумента является возмутительным актом надругательства над памятью личности Каныша Сатпаева и известных скульпторов и архитекторов, кто создал и построил ему памятник в 1999 году", — написали жители в обращении к Касым-Жомарту Токаеву.

### Нарушение законодательства
Снос (перемещение) памятника К.Сатпаеву является незаконным и нарушает статью 29 пункт 2. Закона «Об охpане и использовании объектов истоpико-культуpного наследия», согласно которому — Перемещение и изменение памятника истории и культуры запрещаются.

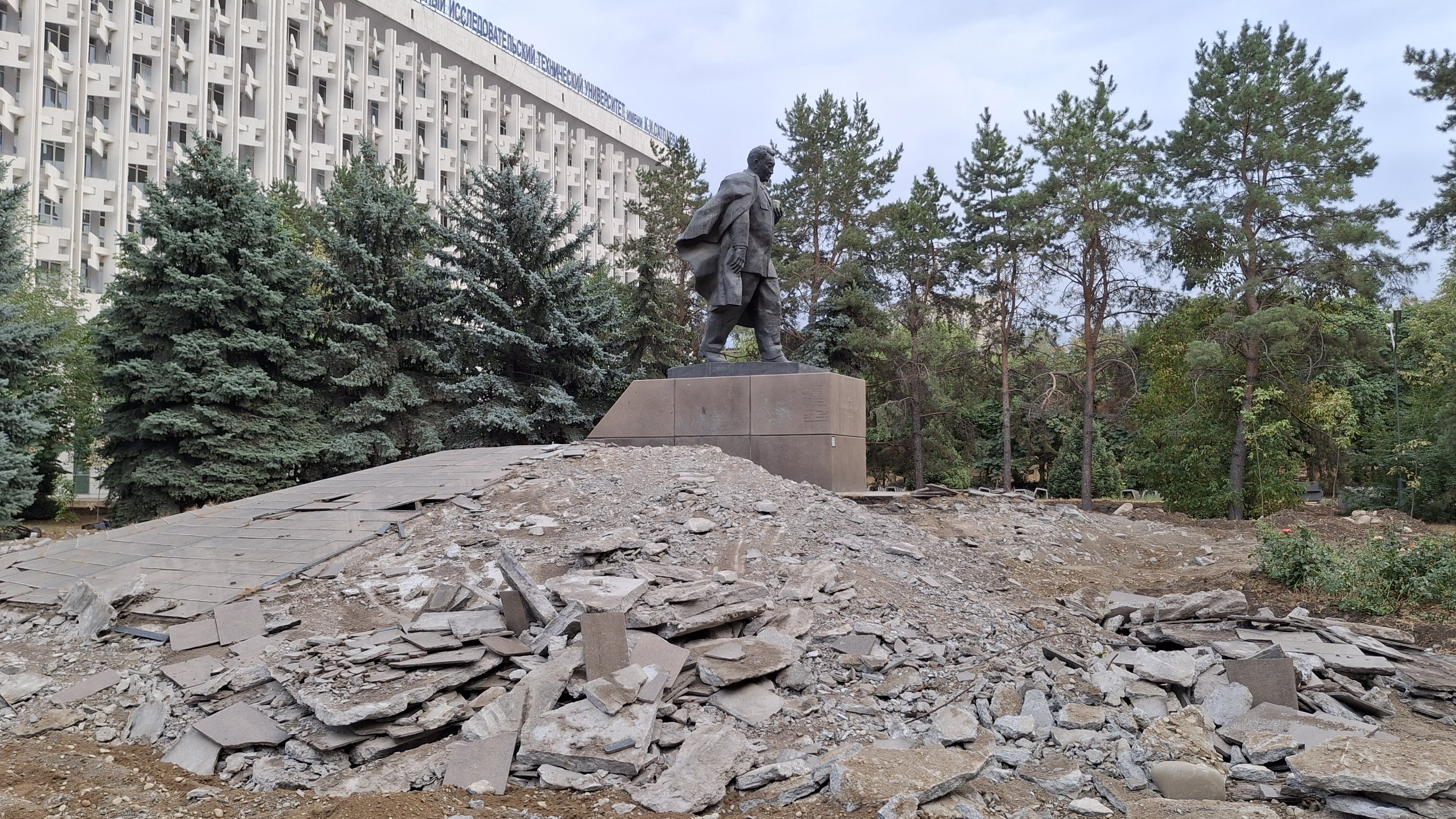
Незаконный снос памятника Канышу Сатпаеву в городе Алматы, 27.07.2025 года. Сквер им.Сатпаева
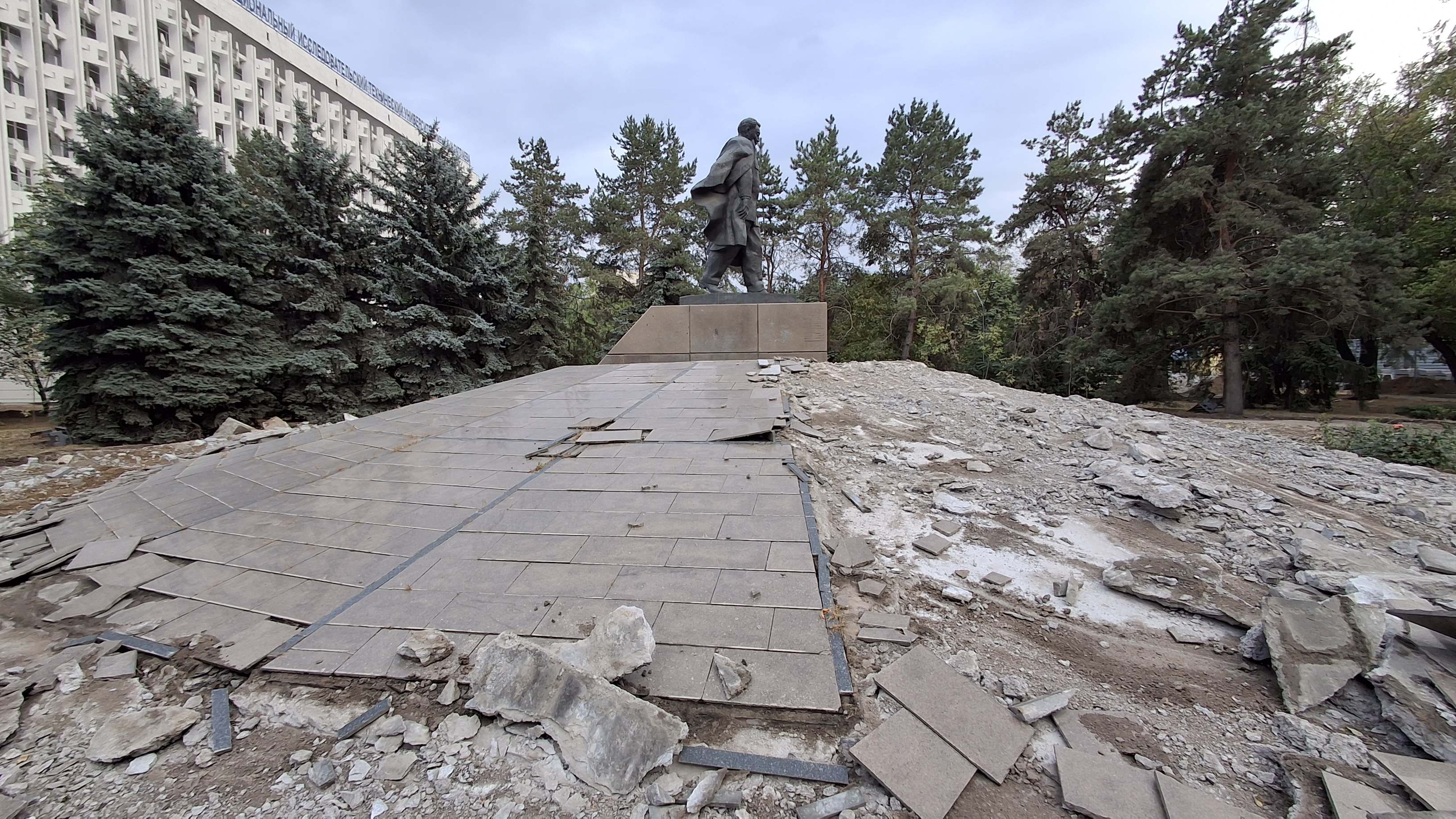
Незаконный снос памятника Канышу Сатпаеву в городе Алматы, 27.07.2025 года. Сквер им.Сатпаева
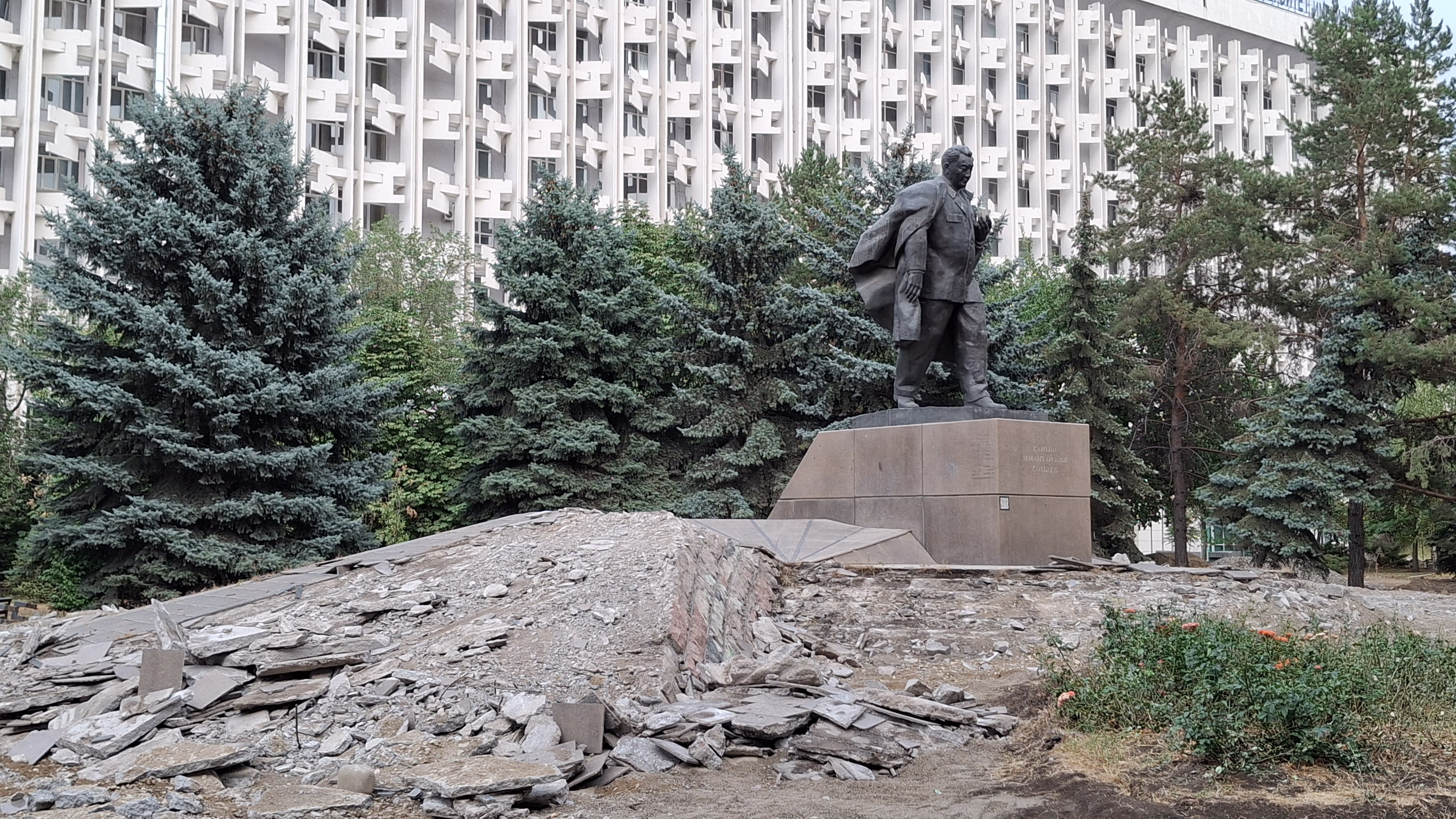
Незаконный снос памятника Канышу Сатпаеву в городе Алматы, 27.07.2025 года. Сквер им.Сатпаева
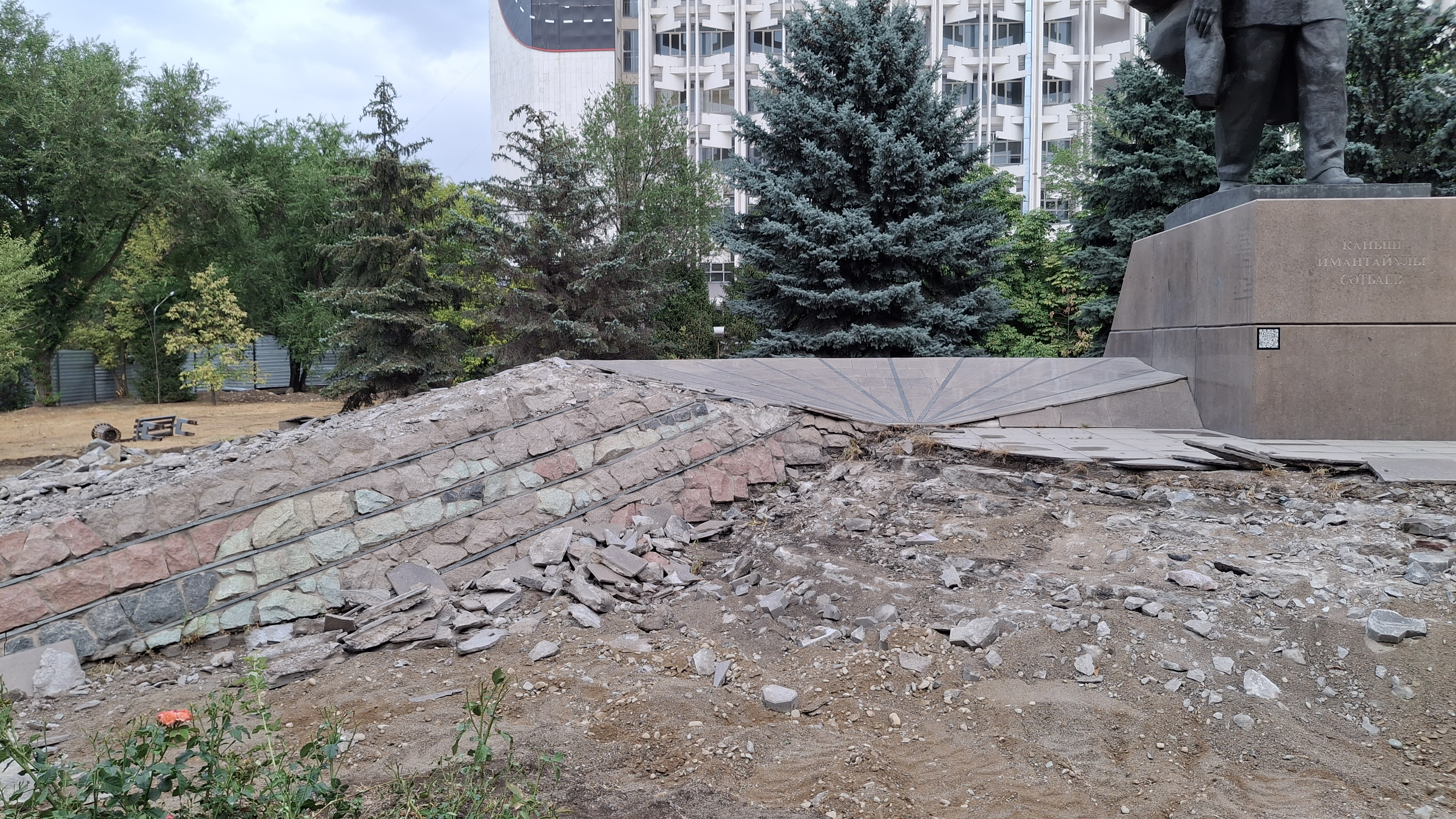
Незаконный снос памятника Канышу Сатпаеву в городе Алматы, 27.07.2025 года. Сквер им.Сатпаева
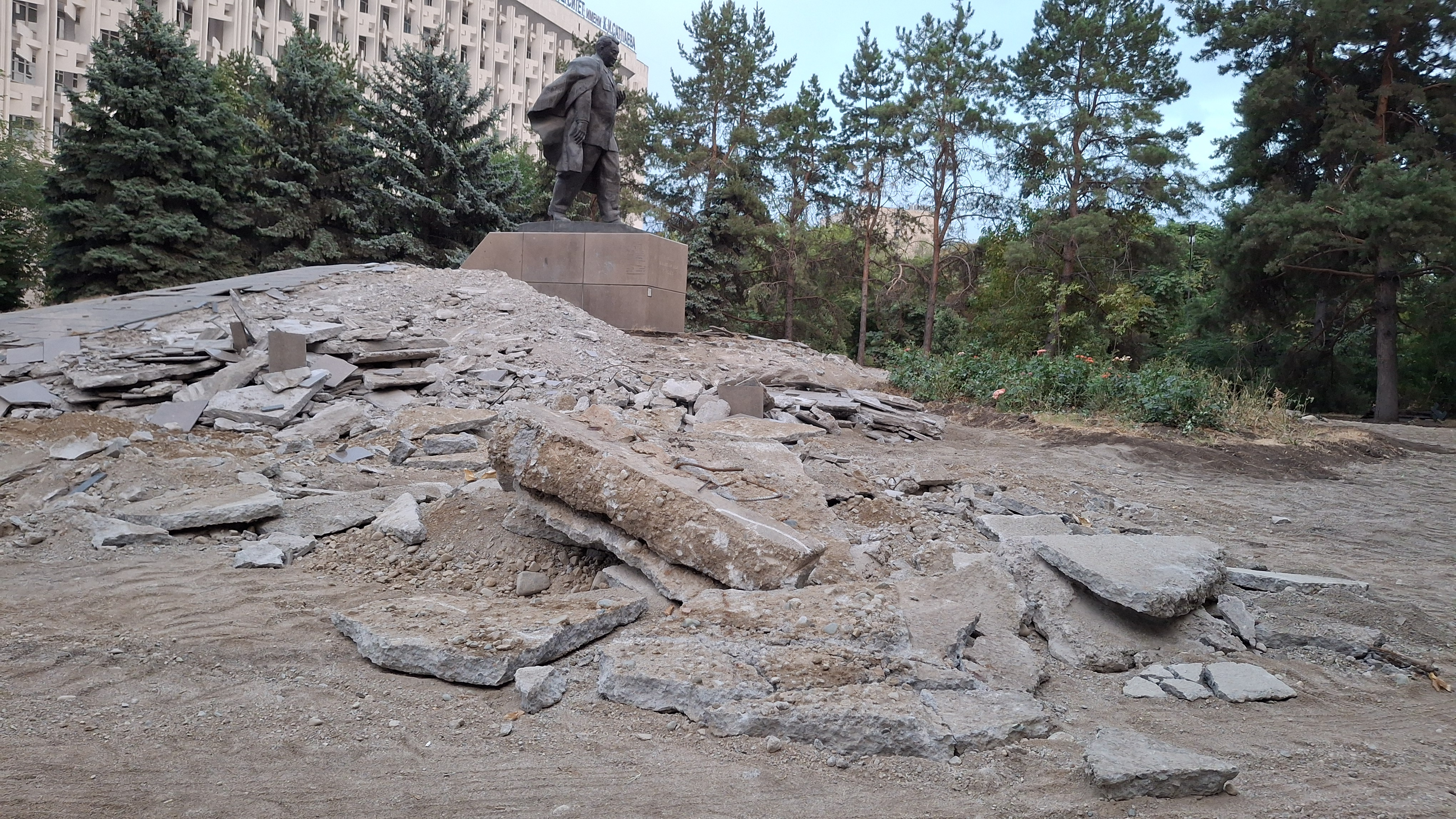
Снесенное железобетонное основание. Незаконный снос памятника Канышу Сатпаеву в городе Алматы, 27.07.2025 года. Сквер им.Сатпаева
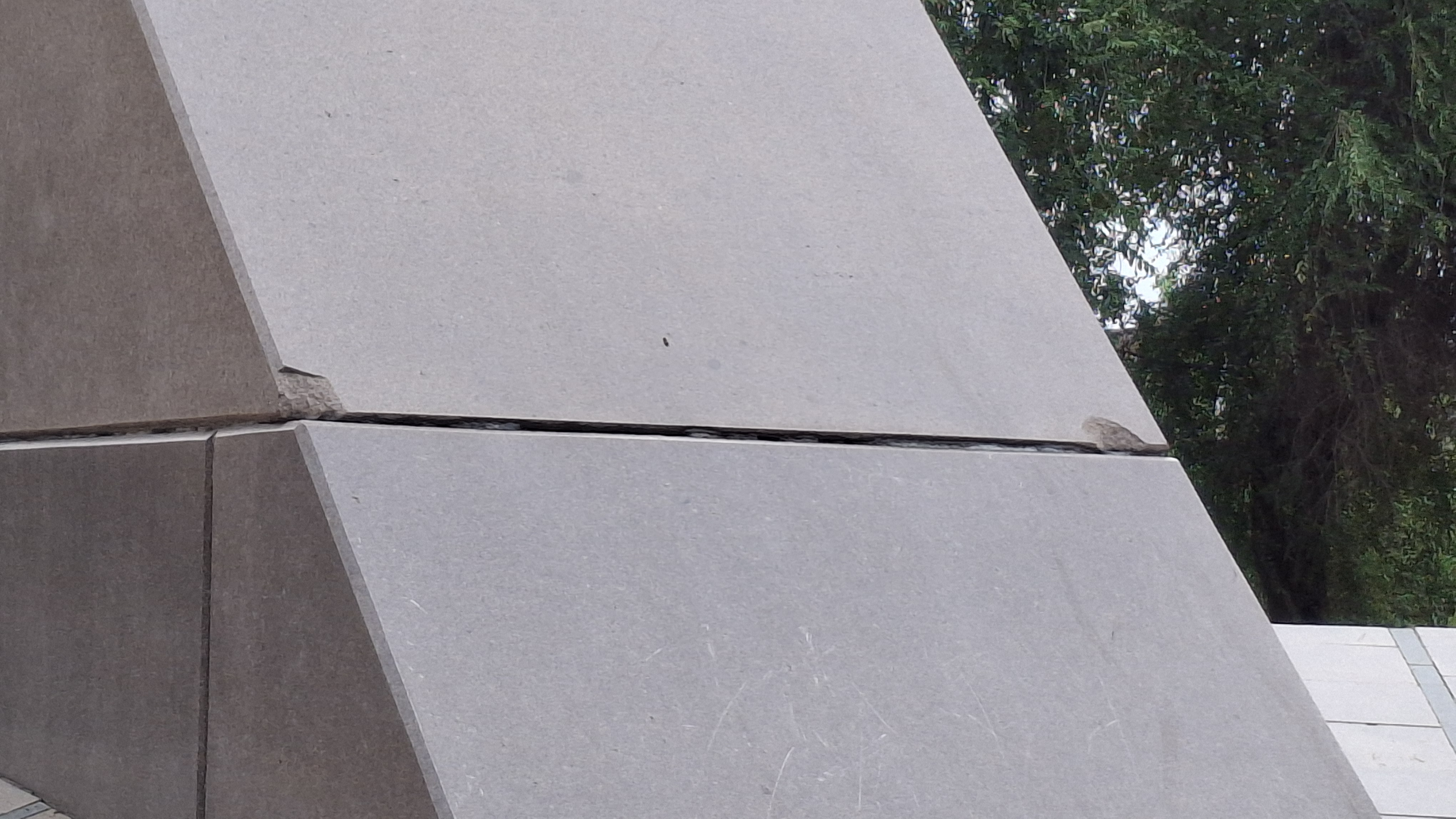
Повреждения постамента памятника Канышу Сатпаеву полученные при незаконном сносе. Город Алматы, 27.07.2025 года. Сквер им.Сатпаева
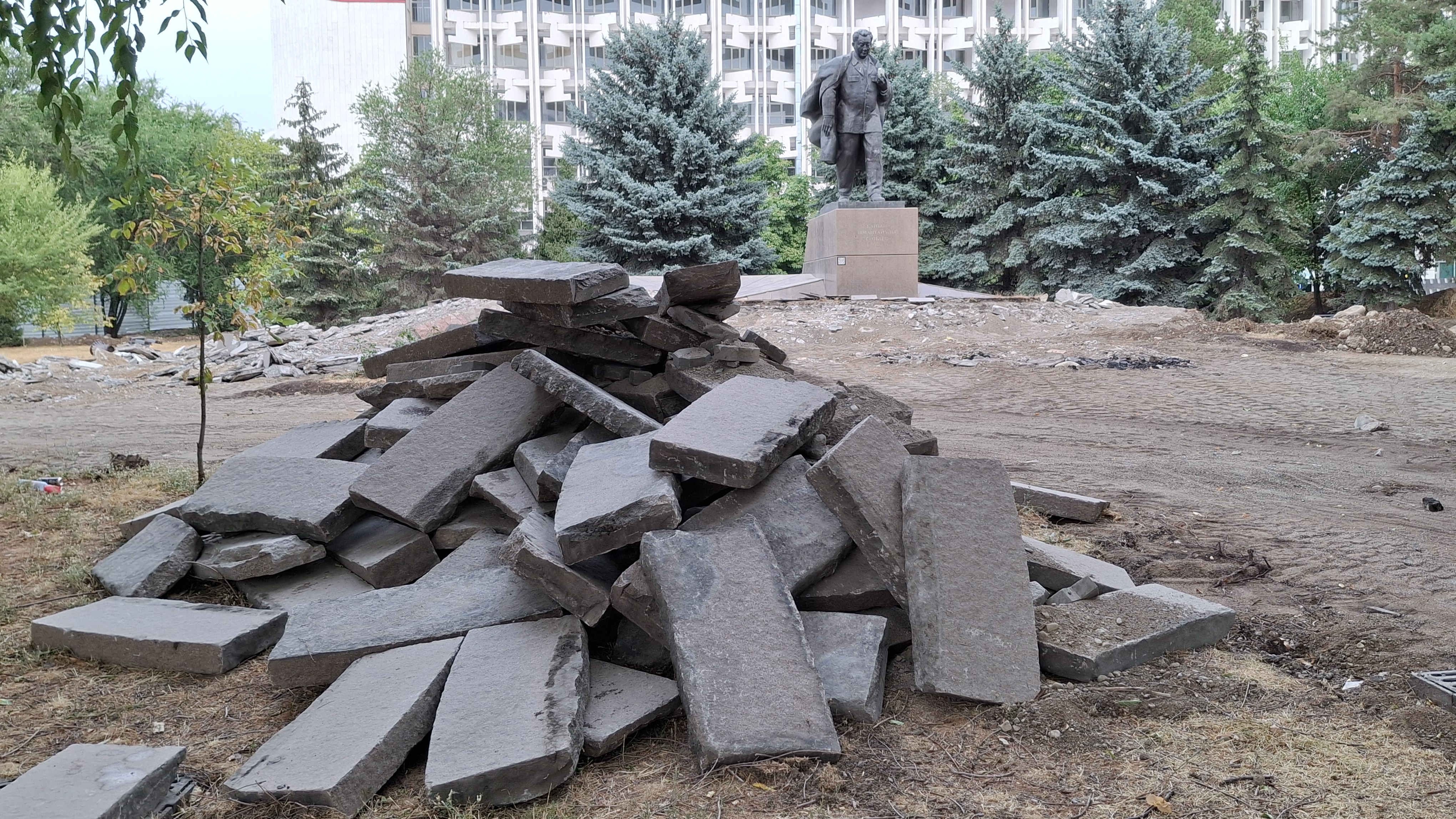
Незаконный снос памятника Канышу Сатпаеву в городе Алматы, 27.07.2025 года. Снесенные гранитные массивные ступени от 4 лестничных маршей памятника.

## Фотогалерея памятника до сноса

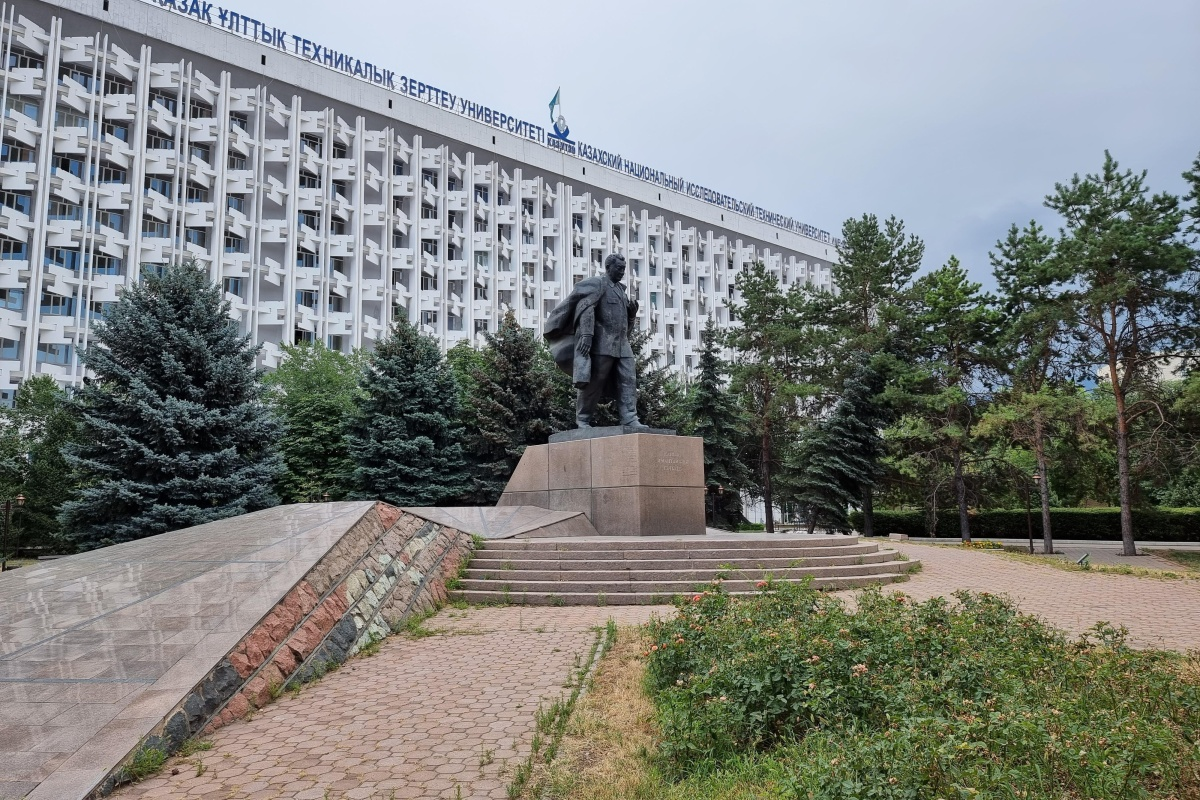
Памятник Сатпаеву. 2019 год
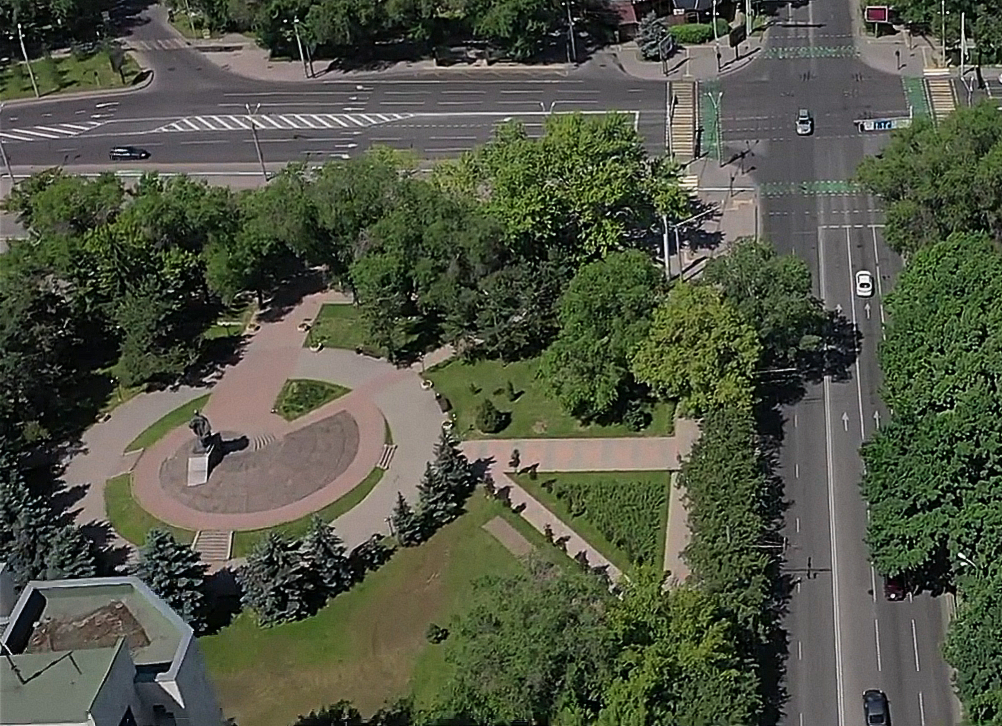
Памятник Сатпаеву в Алматы. Вид сверху. 2024 год